# Джованні Баттиста Донаті
Джова́нні Батти́ста Дона́ті (італ. Giovanni Battista Donati, МФА: [dʒoˈvanni batˈtista doˈnaːti]; 16 грудня 1826, Піза — 20 вересня 1873, Флоренція) — італійський астроном.

## Біографія
Народився в Пізі. Освіту здобув у Пізанському університеті. З 1852 працював в обсерваторії Музею фізики і природної історії у Флоренції (з 1864 — її директор). Був ініціатором створення Національної астрономічної обсерваторії в Арчетрі (недалеко від Флоренції, поблизу будинку, в якому помер Галілео Галілей); керував її спорудою в 1864—1872.
Основні наукові досягнення Донаті пов'язані з пошуками, спостереженнями і обчисленням орбіт комет, із спектральними дослідженнями Сонця і зірок. У 1854—1864 відкрив шість комет, з яких комета 1858 V (комета Донаті) виявилася однією з найяскравіших і найцікавіших в історії астрономії. Відкрив її 2 червня 1858, спостерігаючи у Флоренції, найяскравішу комету 19 століття. Комета має період близько 1950 років, ексцентриситет 0,9963 і віддаляється від Сонця на понад 300 астрономічних одиниць. Комета спостерігалася до 4 березня 1859. Спостерігали її також О. В. Струве, Ф. О. Бредіхін. Комета мала зігнутий широкий запорошений хвіст і два тонких прямих газових хвости. У 1858 була зроблена її фотографія — перша фотографія комети (Ушервуд).
Був одним з піонерів застосування спектрального аналізу при вивченні небесних тіл. Вперше отримав спектр комети і ототожнив його деталі, встановив наявність газів в кометах. За допомогою побудованих їм двох спектрографів з 5 і 25 призмами виконав спостереження Сонця під час затемнень в 1870 і 1872. Займався вивченням полярних сяйв і першим вказав на космічну природу їхнього збудника, зокрема на зв'язок їх із Сонцем. Пояснив мерехтіння зірок як результат змін атмосферній рефракції на шляху променя світла при проходженні його через земну атмосферу.
Крім комети, на честь ученого названі кратер на Місяці і астероїд 16682 Донаті.